# Església dels Sants Reis (Castellnou)
L'Església dels Sants Reis és el temple catòlic més important de  Castellnou (o Castellnou de Sogorb), a la comarca  valenciana de l'Alt Palància. Va ser construïda entre els  segles XVII i  XVIII.
Està catalogada com Bé de Rellevància Local segons consta a la Direcció General de Patrimoni de la Generalitat Valenciana, amb el codi identificatiu 12.07.039-001.

## Història
Es finalitza la construcció de l'església el 24 de setembre de 1662 (tal com es pot llegir en una inscripció situada en una de mig punt), havent el seu nom a la petició realitzada per donya Beatriz de Borja perquè s'obrís al culte sota l'advocació dels Sants Reis. L'església va ser beneïda el 13 de febrer de 1780.

## Descripció
Es tracta d'un edifici de planta de creu llatina, i tres naus, amb capelles laterals, dividida en cinc crugies per pilars o pilastres acanalades d'ordre dòric i creuer amb pintures murals de caràcter popular datades del segle XVIII; ; de 44 metres de llarg per 27 metres d'ample, és d'estil renaixentista que presenta columnes adossades d'ordres corinti i dòric. També presenta mitjà claustre, capella i dos esveltes cúpules, La del creuer i la de la capella del sagrari.
També té una torre que forma part de la façana, al costat de l'epístola i presenta dos cossos amb rematada de cupulí, amb remat de teules ceràmiques verdes. El segon cos és fàbrica de maó, i es troba tallat per motllures i presenta finestres semicirculars Per la seva banda, al costat de l'evangeli de la façana, s'obre una porta adovellada i una altra cegada de mig punt. L'Església té cúpula sobre tambor octogonal, amb coberta de teules ceràmiques blaves i blanques sobre el creuer i la coberta de la cúpula de la capella del sagrari que té llanterna, és de teules blaves.
En el seu interior hi ha encara pintures murals del segle xvii. Durant el segle xviii va patir transformacions en les quals es va afegir el creuer i la cúpula. Es distingeix la capella de la Comunió, del segle xviii, amb elegants proporcions i decorada amb un conjunt de pintures murals. Conserva arxiu parroquial des 1833.

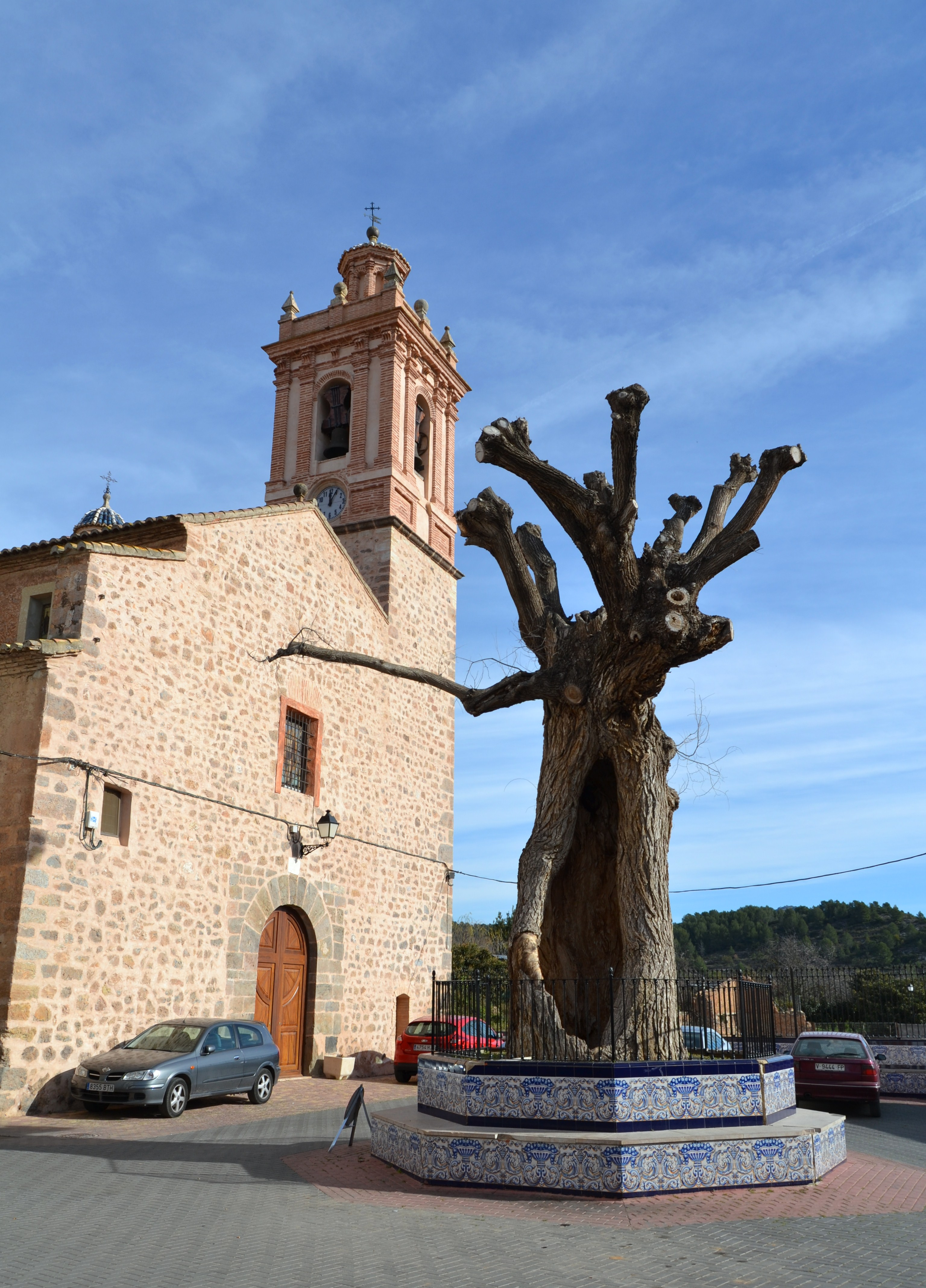
Façana principal a la Plaça del Olmo.
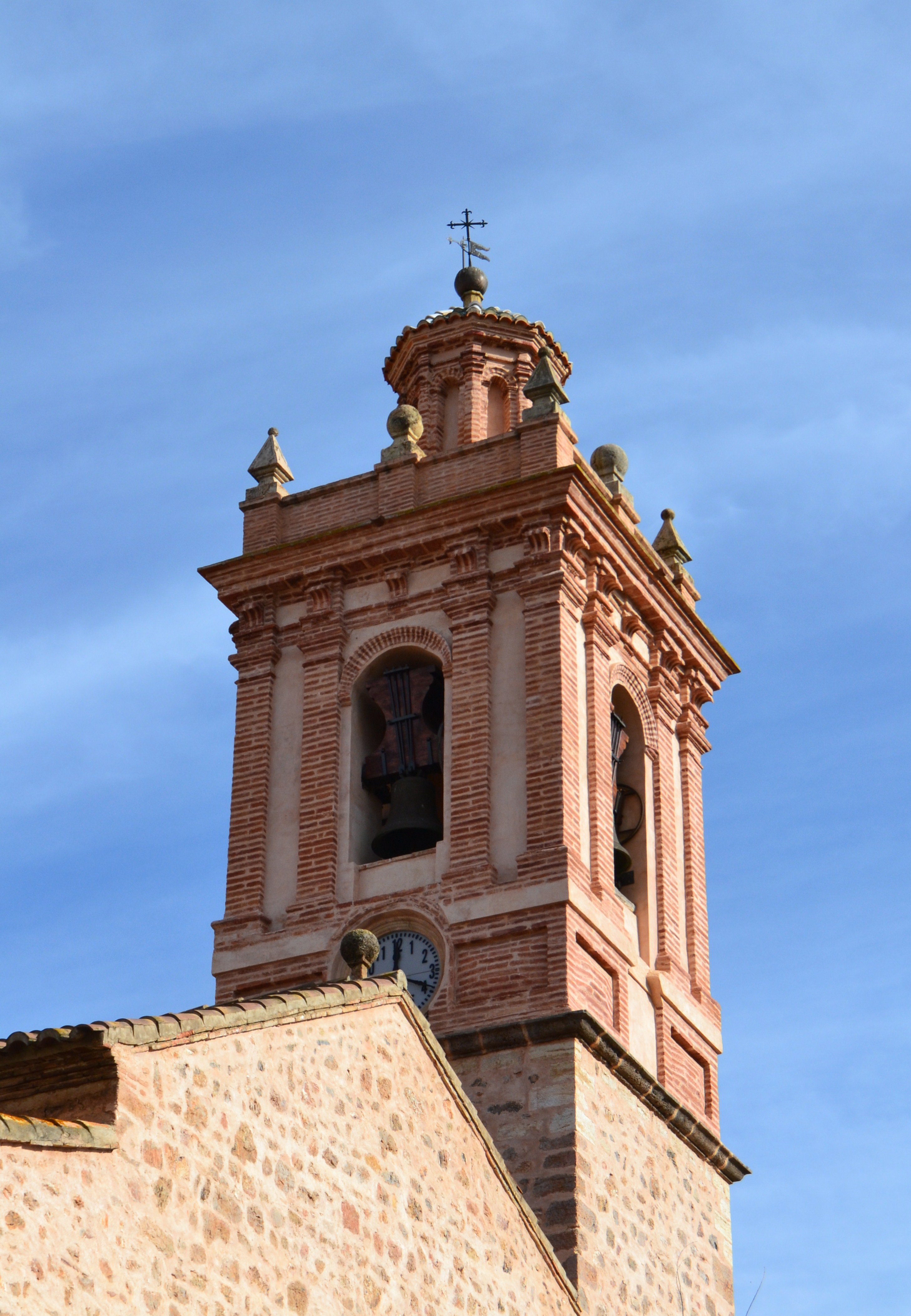
Detall de la torre campanar.

També té cor alt, situat als peus de l'església, donant lloc a un baix cor de canó, que té llunetes i un front rebaixat. Per la seva banda la decoració se cenyeix a les pilastres adossades que presenten cos arquitravat de tipus neoclàssic. Finalment, al segle xix es realitzen decoracions pictòriques a les petxines (els evangelistes) i en els trams de la volta, excepte les dues centrals. Per la seva banda la cúpula està decorada interiorment amb costellams i escaioles, presentant, com hem dit abans, finestres rectangulars al tambor. Les importants taules gòtiques que hi havia al seu interior van desaparèixer amb la  guerra del 36. Així, destacaven les del retaule de Santa Àgueda, que constituïen un dels conjunts iconogràfics més complets de la Santa i que dataven de començaments del segle xv. Per la seva banda, de finals del mateix segle eren els vestigis del retaule de Sant Iu, que consideraven propers al cercle del Mestre de Perea.
En els anys 60 i 70, a causa de les destrosses ocasionades per la  Guerra Civil, es van fer algunes millores. Cinc altars, una capella, la sagristia, el presbiteri i la pila baptismal formen part de l'església. Destaca la capella del Crist de la Misericòrdia amb la seva esvelta cúpula. Ha estat restaurada recentment.
Està situada a la  'Plaça de l'Olmo' , anomenada així per l'om que la presideix, de grans dimensions, plantat amb motiu de la constitució de Cadis, a 1812.